# Jean Moréas

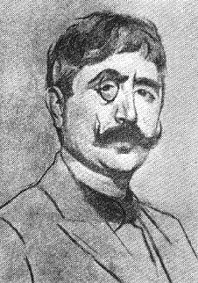
Jean Moréas, portret de Antonio de La Gandara

Jean Moréas (născut ca și Ioannis A. Papadiamontopoulos, Ιωάννης Α. Παπαδιαμαντόπουλος)  (n. 15 aprilie, 1856 - 30 aprilie, 1910) a fost un poet, eseist și critic literar francez. A scris în limba franceză. S-a cunoscut și-a fost prieten cu poetul român Ion Minulescu.
Promotor și teoretician al simbolismului prin manifestul din 1886, a scris versuri de atmosferă autumnală și crepusculară, cu rezonanțe din Baudelaire și Verlaine, relevând preferința pentru cuvântul evocator, rar și prețios.
După ce fondează în 1891, împreună cu Ch. Maurras, „École romane”, de orientare neoclasică, având ca model tradiția greco-latină și poezia Pleiadei, a scris o lirică de rară simplitate a expresiei, riguros disciplinată, exprimând comuniunea cu natura, în tonalități meditativ-elegiace. 

## Opere
- Les Demoiselles Goubert;
- 1884: Les Syrtes ;
- 1886: Les Cantilènes;
- 1891: Le Pèlerin passioné ("Pelerinul pasionat");
- 1899 - 1901: Stances ("Stanțele"), capodopera sa;
- 1894/1896: Les Sylves ("Pădurile");
- 1904: Contes de la vielle France;
- 1910: Variations sur la vie et les livres ("Variațiuni despre viață și cărți"), eseuri;
- 1912: (postum) Réflexions sur quelques poètes ("Reflecții despre câțiva poeți"), eseuri.